# Gertrude Michael
Gertrude Michael (Talladega, 1º giugno 1911 – Beverly Hills, 31 dicembre 1964) è stata un'attrice statunitense.

## Biografia
Dopo i primi studi a Talladega, studiò musica a Spartanburg e al Conservatorio di Cincinnati, ma abbandonò gli studi nel 1929 per lavorare in una compagnia teatrale. Nel 1930 si trasferì a New York dove nel 1931, grazie alla sua abilità al pianoforte, ottenne una parte nella commedia Caught Wet e poi in The Round Up. 
Dal 1932 interpretò Wayword, il primo di molti film spesso con ruoli di secondo piano, con l'eccezione della serie dei tre film in cui interpretò il personaggio di Sophie Lang – Minaccia (1934), The Return of Sophie Lang (1936) e Sophie Lang Goes West (1937) - e la sua carriera proseguì ininterrottamente fino al 1952, quando si dedicò soprattutto alla televisione, interpretando numerose serie TV fino al 1961, anno che segnò il suo definitivo ritiro dalle scene.
Non si sposò mai. Ebbe una relazione a New York con lo scrittore di racconti neri George Carrol Sims (1902-1966), che nel suo unico romanzo Fast One, descrisse la dipendenza dell'attrice dall'alcool.

## Filmografia parziale

### Cinema
- Wayward, regia di Edward Sloman (1932)
- Papà cerca moglie (A Bedtime Story), regia di Norman Taurog (1933)
- Non sono un angelo (I'm No Angel), regia di Wesley Ruggles (1933)
- Il canto della culla (Cradle Song), regia di Mitchell Leisen (1933)
- Bolero, regia di Wesley Ruggles (1934)
- Il paradiso delle stelle (George White's Scandals), regia di Thornton Freeland (1934)
- Il mistero del varietà (Murder at the Vanities), regia di Mitchell Leisen (1934)
- Minaccia (The Notorious Sophie Lang), regia di Ralph Murphy (1934)
- Cleopatra, regia di Cecil B. DeMille (1934)
- L'avamposto (The Last Outpost), regia di Charles Barton (1935)
- Avventura messicana (Woman Trap), regia di Harold Young (1936)
- Till We Meet Again, regia di Robert Florey (1936)
- The Return of Sophie Lang, regia di George Archainbaud (1937)
- Sophie Lang Goes West, regia di Charles Reisner (1937)
- Star of the Circus, regia di Albert de Courville (1938)
- Just Like a Woman, regia di Paul L. Stein (1939)
- Parol Fixer, regia di Robert Florey (1940)
- L'isola maledetta (Prisoner of Japan), regia di Arthur Ripley, Edgar G. Ulmer (1942)
- Muraglie infrante (Behind Prison Walls), regia di Steve Sekely (1943)
- I figli ribelli (Where Are Your Children?), regia di William Nigh (1943)
- L'avventuriera di San Francisco (Allotment Wives), regia di William Nigh (1944)
- Club Havana, regia di Edgar G. Ulmer (1945)
- Viale Flamingo (Flamingo Road), regia di Michael Curtiz (1949)
- Prima colpa (Caged), regia di John Cromwell (1950)
- La mia donna è un angelo (Darling, How Could You!), regia di Mitchell Leisen (1951)
- Squilli al tramonto (Bugles in the Afternoon), regia di Roy Rowland (1952)
- No Escape, regia di Charles Bennett (1953)
- La rivolta delle recluse (Women's Prison), regia di Lewis Seiler (1955)
- The Continental Twist, regia di Allan David, William J. Hole Jr. (1961)

### Televisione
- The 20th Century-Fox Hour – serie TV, episodio 2x15 (1957)

## Doppiatrici italiane
- Lia Orlandini in Cleopatra
- Nella Maria Bonora in L'avventuriera di San Francisco
- Franca Dominici in Cleopatra (ridoppiaggio 1950)
- Laura Carli in Prima colpa
- Giovanna Scotto in La mia donna è un angelo
- Micaela Giustiniani in Squilli al tramonto